# Blakea madisonii
Blakea madisonii är en tvåhjärtbladig växtart som beskrevs av John Julius Wurdack. Blakea madisonii ingår i släktet Blakea och familjen Melastomataceae. Inga underarter finns listade i Catalogue of Life.